# Pavlos Koundouriotis

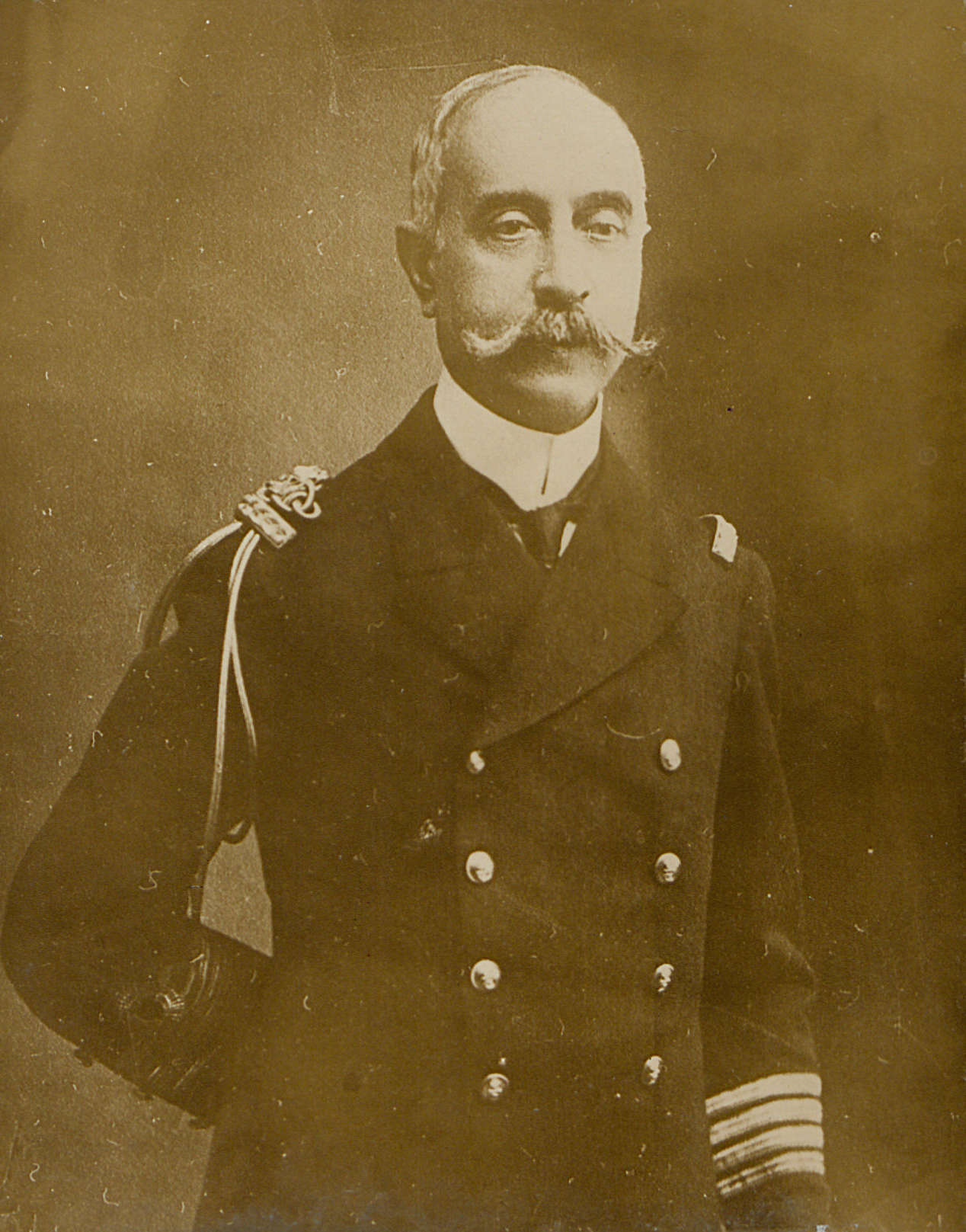
Pavlos Koundouriotis

Pavlos Koundouriotis (griechisch Παύλος Κουντουριώτης, * 9. April 1855 auf der Insel Hydra; † 22. August 1935 in Athen) war ein griechischer Admiral, zweifacher Vizekönig und Staatspräsident Griechenlands.
Koundouriotis stammte aus einer arvanitischen Familie von der Insel Hydra, die sich bereits im Unabhängigkeitskrieg von 1821 hervorgetan hatte. 1875 trat er in die griechische Marine ein. Während des Griechisch-Türkischen Krieges von 1897 nahm er an den Operationen der griechischen Kriegsmarine vor Kreta teil.
1901 war er Kapitän des Kadettenschiffs „Miaoulis“, das mit seiner Fahrt nach Amerika die erste Atlantiküberquerung eines griechischen Militärschiffes durchführte.
Mit Beginn des Ersten Balkankrieges wurde er zum Konteradmiral befördert und zum Flottenführer ernannt, mit dem Panzerkreuzer Georgios Averoff als Flaggschiff. Er befreite im Oktober 1912 die nordägäischen Inseln Limnos, Samothrake und Thasos. In zwei Seeschlachten, am 3. Dezember 1912 und am 5. Januar 1913, besiegte die griechische Marine in der Ägäis die Flotte des Osmanischen Reiches. Diese Siege sicherten Griechenland die Hoheitsgewalt in der Ägäis und führten zudem dazu, dass die ostägäischen Inseln mit ihrer überwiegend griechischsprachigen Bevölkerung an Griechenland angegliedert wurden.
1916 war Koundouriotis gemeinsam mit Eleftherios Venizelos und General Panagiotis Danglis Anführer der in Thessaloniki ausgerufenen Gegenregierung der „Nationalen Verteidigung“, die den Eintritt des Landes im Ersten Weltkrieg an der Seite der Entente-Mächte unterstützte. Nach dem Tod König Alexanders wurde er Vizekönig und blieb bis zum November 1920 in diesem Amt. Koundouriotis wurde ein zweites Mal im Dezember 1923 Vizekönig, nachdem König Georg II. das Land verlassen hatte. Er behielt dieses Amt bis März 1924, als er von der Nationalversammlung zum Präsidenten der neuen Republik gewählt wurde. Dieses Amt legte er 1926 aus Protest gegen die diktatorische Regierung von General Theodoros Pangalos nieder. Nach Pangalos' Sturz ein paar Monate später nahm er es aber wieder auf. 1929 wurde er in dieses Amt wiedergewählt, musste aber bereits im Dezember 1929 aus gesundheitlichen Gründen zurücktreten. Er starb in Phaleron im Jahre 1935 und wurde seinem Wunsch gemäß auf seiner Heimatinsel Hydra beigesetzt.
Auf den Namen Koundouriotis wurden bislang vier Kriegsschiffe der griechischen Marine getauft. Zurzeit trägt eine Fregatte des Typs Kortenaer diesen Namen.